# Palau dels Barons de Pinós
El Palau dels Barons de Pinós, també anomenat Castell de Bagà, és un edifici de Bagà, comarca del Berguedà. Fou construït durant el segle xiii com a residència de la família dels Barons de Pinós i com a centre polític i administratiu de les seves possessions.
En la Revolta dels Segadors de 1640 la vila de Bagà lluità del costat de la Generalitat i fou ocupada per les tropes franceses de Lluís XIV, que incendiaren i arrasaren el castell dels barons i part de les fortificacions. En la Guerra de Successió, l'exèrcit de Felip V en destruí bona part. Posteriorment, al segle xviii, s'hi establí el baró d'Ur, de la família Còdol, que va comprar i reconstruí el palau. D'aquesta època és l'estructura que avui es pot veure. Més endavant el palau va ser utilitzat per a diferents funcions, entre elles les d'habitatge i granja.
El palau ha estat declarat Bé Cultural d'Interès Nacional. L'any 1990, l'Ajuntament de Bagà el va comprar, i inicià la restauració per condicionar-lo com a espai per a funcions culturals, entre d'altres. En l'actualitat acull l'Oficina de Turisme de la Vila de Bagà, i als baixos de l'edifici s'hi troba el Centre Medieval i dels Càtars, un museu d'interpretació del catarisme. També hi ha unes sales amb pintures murals dels segles XVII, xviii i xix. És un exemple històricament important i poc freqüent a Catalunya.

## La capella
Al palau hi ha una capella annexa nomenada capella de Santa Maria de Palau, que es construí el mateix moment que s'edificà el palau. Ha sofert múltiples reformes al llarg del temps: se li afegí la nova entrada, se li construí el cor, per la qual cosa la teulada fou sobrealçada. És de planta rectangular coberta amb volta de canó construïda amb pedra tosca i mancada d'absis. S'il·lumina per un òcul situat a ponent damunt de la porta d'entrada. A l'exterior s'observa l'estuc amb uns esgrafiats, bastant deteriorats, amb la data 1779, que és la data en què fou reformada.

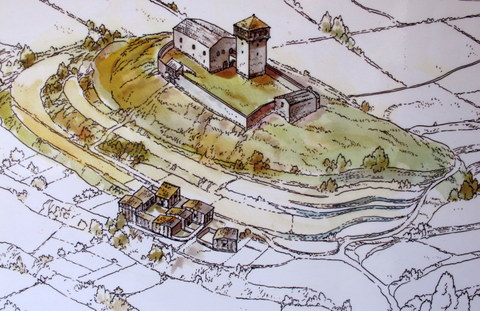
Recreació del castell de Bagà (octubre 2012)